# Markus Gähler
Markus Gähler (* 26. März 1966; † 11. Mai 1997 in Walzenhausen) war ein Schweizer Skispringer.
Gähler gab am 30. Dezember 1986 sein Debüt im Skisprung-Weltcup und erreichte in Oberstdorf den 89. Platz. Auch in den folgenden Springen landete er immer auf hinteren Plätzen. Trotz mangelnder Erfolge in den folgenden Jahren wurde er 1992 für das Aufgebot für die Olympischen Winterspiele in Albertville nominiert. Dort erreichte er von der Normalschanze den 44. und von der Grossschanze den 35. Platz. Im Teamspringen erreichte er gemeinsam mit Stephan Zünd, Sylvain Freiholz und Martin Trunz den 8. Platz. Bei der Skiflug-Weltmeisterschaft 1992 in Harrachov erreichte er mit Platz 23 das beste Einzelresultat seiner Karriere, blieb jedoch erneut ohne Weltcup-Punkte. Nach der Saison 1992/93 beendete er seine aktive Skisprungkarriere.
Markus Gähler verstarb am 11. Mai 1997 bei einem Feuerwehreinsatz in seiner Heimat beim Versuch, Menschenleben zu retten. Kurz zuvor war er als Schweizer Nationaltrainer nominiert worden.